# Križanke
Križanke est un ancien monastère situé à Ljubljana (Slovénie). Il a été transformé entre 1952 et 1956 par l'architecte Jože Plečnik pour accueillir dans sa cour intérieure méridionale des spectacles de plein air et à l'intérieur une école de photographie et d'arts graphiques. Il est situé dans le centre-ville, place de la Révolution française, entre cette place, au nord, et une artère importante, Zoizova cesta, au sud. L'ensemble est reconnu comme monument culturel d'importance nationale depuis 2016.

## L'ancien monastère

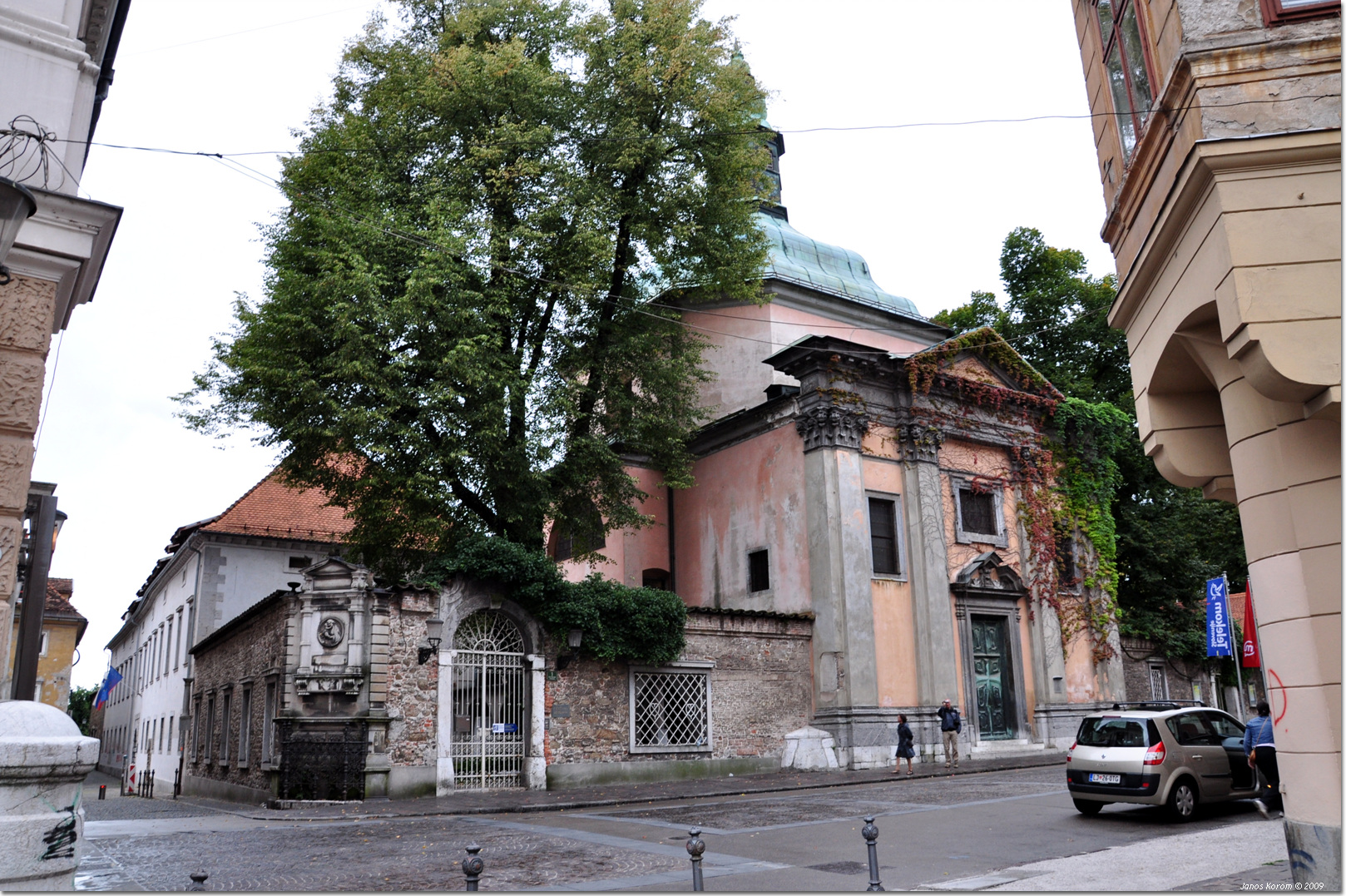
Façade de l'église de Sainte-Marie-Auxiliatrice et bâtiments de l'ancien monastère.

Le monastère a été construit à partir du XIIIe siècle pour l'ordre des Chevaliers teutoniques. Le tremblement de terre de mars 1511 l'endommage gravement ; il est restauré entre 1567 et 1579. L'église de Sainte-Marie-Auxiliatrice, qui donne sur la place de la Révolution française, est reconstruite en 1714-1715 dans le style baroque par l'architecte vénitien Domenico Rossi et, à sa suite, par Domenico Martinelli (it). On peut voir aussi la salle des Chevaliers, reconstruite au XVIIIe siècle.
Un vestige de l'église gothique antérieure, qui faisait partie du portail principal, est conservé : le relief de la Madonne de Krakovo (v. 1265-1270). Il se trouve aujourd'hui à la Galerie nationale de Slovénie.
L'édifice est resté un monastère jusqu'à sa nationalisation en 1945.
Le nom vient de Križniki (« chevaliers de la Croix »), le terme qui désigne en slovène les Chevaliers teutoniques.

## Le centre culturel
En 1952, la municipalité demande à Jože Plečnik de restaurer et réaménager l'édifice pour accueillir une école d'arts graphiques ; ensuite, on lui demande d'aménager le lieu pour accueillir les manifestations du Festival de Ljubljana, point fort de la vie culturelle du pays en juillet et août de chaque année. La cour principale du monastère, au sud, est alors transformée en théâtre de plein air. Elle accueille depuis lors des concerts de musique classique, de jazz et de variétés et des spectacles de théâtre et de danse.
Plečnik a apporté des éléments de décoration d'inspiration Renaissance et baroque dans la cour méridionale : des arcatures et des décors colorés sur la façade. La cour est pavée de dalles de béton décoratives.

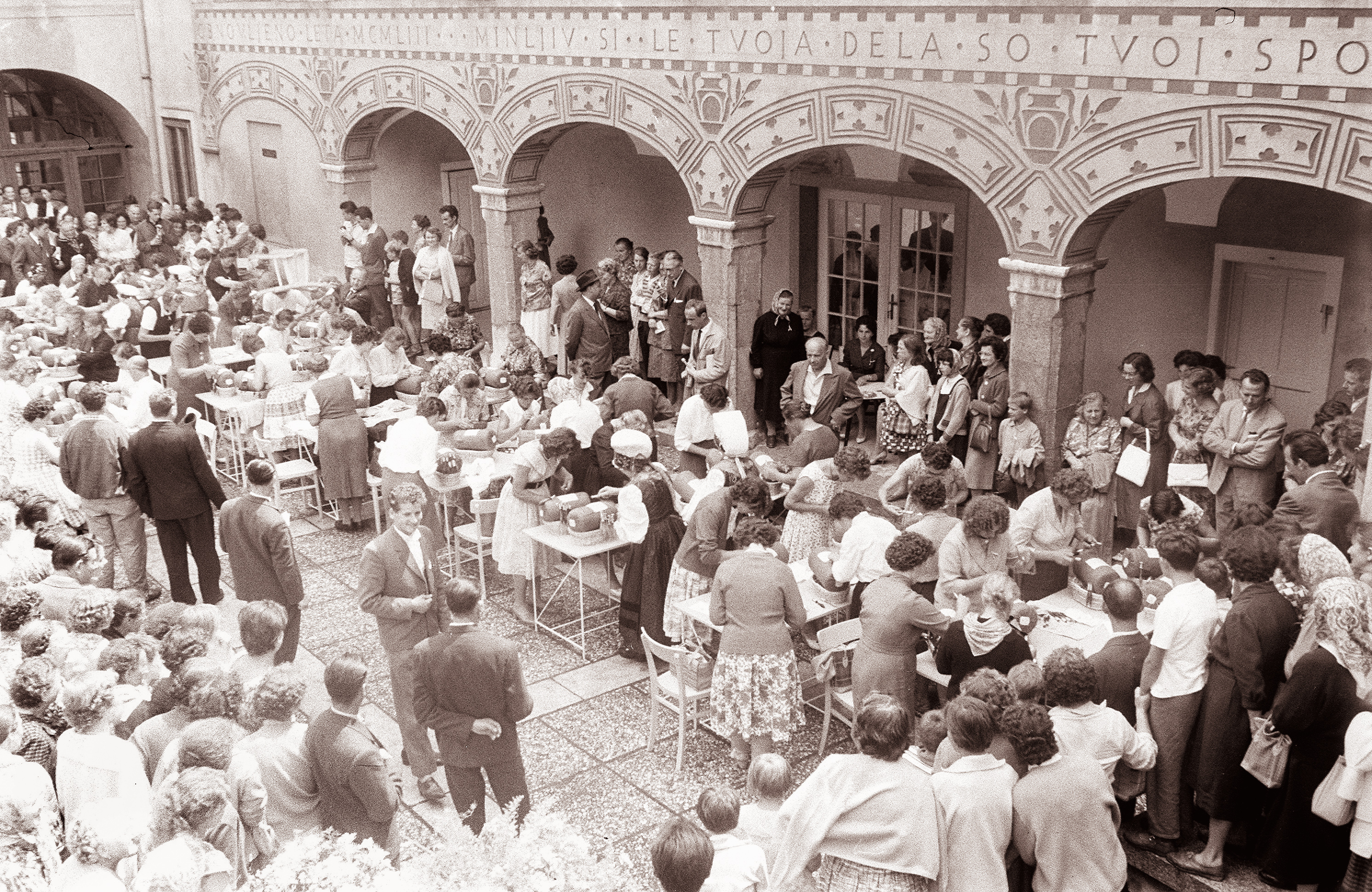
Décors colorés d'une façade sur cour.
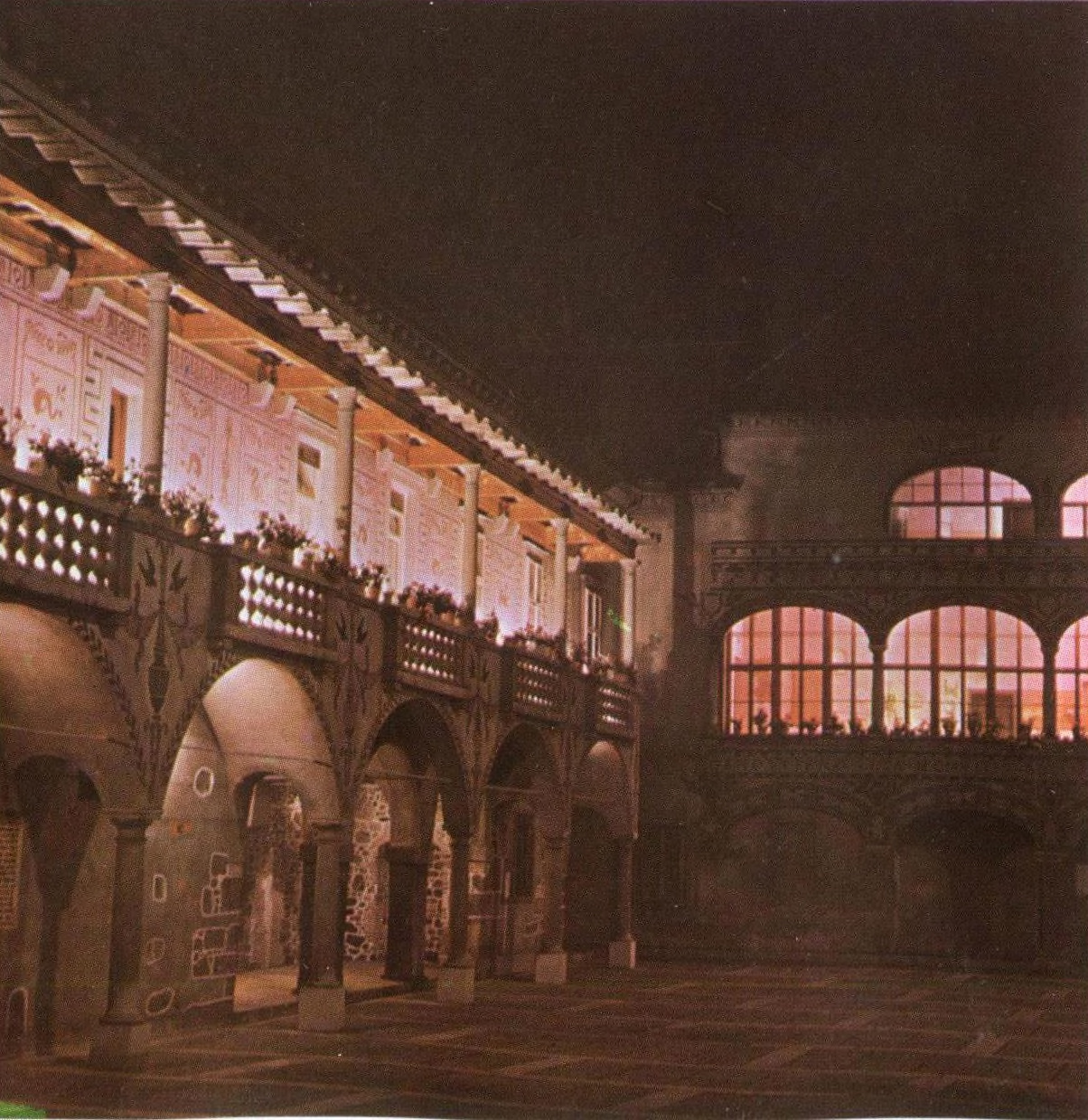
La cour en 1967.